# Primary colors
『primary colors』（プライマリー・カラーズ）は、日本の音楽ユニット・day after tomorrowが2004年2月18日にavex traxから発売した2枚目のオリジナルアルバムである。

## 内容
前作『elements』から約11か月ぶりのオリジナルアルバム。
今作から前作までプロデュースを務めていた松浦勝人がエグゼクティブプロデューサーとなったため、セルフプロデュースとなった。タイトルは光の三原色を意味しており、それに準えて今作や今作に収録されている既発シングルを白で統一し各曲が原色の集合という思いが込められている。また、今作は既発シングルが多数収録されることでそれ以外の新録曲の選曲に苦労したが、前作と異なり既発シングルを発売したことでコンセプトは設けていなかったが、結果として統一感が出たと鈴木大輔は語っている。
前作からの変化として既発シングルを除く新録曲の作詞にmisonoは参加していないが、鈴木はこのことについて「今作では歌手に徹してもらおうという話があり、ボーカルとヴィジュアルに専念してもらった。」と語っており、その象徴として今作のジャケットはmisonoのみで撮影された。また、サウンド面においてはギターやシンセサイザーの音色で意図して1980年代の要素を取り入れられている。
CCCD+DVD規格の5万枚限定生産盤とCCCD規格の通常盤の2形態で発売され、DVDには今作に収録されている既発シングル表題曲のミュージック・ビデオのメイキング映像が収録された。
オリコンチャート初登場5位を獲得。3作連続でトップ5入りを果たした。

## 収録曲
| #         | タイトル                            | 作詞                         | 作曲      | 編曲                                   | 時間  |
| --------- | ----------------------------------- | ---------------------------- | --------- | -------------------------------------- | ----- |
| 1.        | 「Starry Heavens」                  | misono                       | 鈴木大輔  | 五十嵐充、day after tomorrow           | 4:49  |
| 2.        | 「タイムマシーンで連れ出して」      | 北野正人                     | 北野正人  | 石塚知生、五十嵐充、day after tomorrow | 4:16  |
| 3.        | 「フィットネス」                    | day after tomorrow、五十嵐充 | 鈴木大輔  | 石塚知生、五十嵐充、day after tomorrow | 3:49  |
| 4.        | 「Show Time」                       | 五十嵐充                     | 北野正人  | 五十嵐充、day after tomorrow           | 4:37  |
| 5.        | 「イタズラなKISS」                  | misono                       | 北野正人  | 五十嵐充、day after tomorrow           | 4:21  |
| 6.        | 「CURRENT」                         | misono                       | 北野正人  | 五十嵐充、day after tomorrow           | 5:20  |
| 7.        | 「少女のままでいたあの頃」          | 北野正人                     | 北野正人  | 五十嵐充、day after tomorrow           | 3:39  |
| 8.        | 「regret」                          | 鈴木大輔                     | 鈴木大輔  | 五十嵐充、day after tomorrow           | 5:41  |
| 9.        | 「wind flower〜spring ephemeral〜」 | 五十嵐充                     | 五十嵐充  | 五十嵐充、day after tomorrow           | 4:04  |
| 10.       | 「Dear Friends」                    | Yoshi、misono                | 鈴木大輔  | 五十嵐充、day after tomorrow           | 4:44  |
| 11.       | 「These Days」                      | misono                       | 鈴木大輔  | 五十嵐充、day after tomorrow           | 5:11  |
| 12.       | 「It's My Way」                     | misono、五十嵐充             | 北野正人  | 五十嵐充、day after tomorrow           | 4:25  |
| 13.       | 「螢火」                            | 五十嵐充                     | 鈴木大輔  | 五十嵐充、day after tomorrow           | 6:25  |
| 合計時間: | 合計時間:                           | 合計時間:                    | 合計時間: | 合計時間:                              | 61:21 |

### 解説
1. Starry Heavens
トリプルA面からなる、6thシングルの表題1曲目。
ナムコ社製ニンテンドー ゲームキューブ専用ゲームソフト『テイルズ オブ シンフォニア』テーマソング
2. タイムマシーンで連れ出して
3. フィットネス
オリビア・ニュートン＝ジョンの「フィジカル」にインスパイアされ制作された楽曲で、シンセブラスにRoland MKS-80の音色を使用したり、ギターもポール・ジャクソン・ジュニアが演奏している様を意図してレコーディングされたという[1]。
4. Show Time
両A面からなる、8thシングルの表題2曲目。
明光ネットワークジャパン『明光義塾』TV-CMソング
5. イタズラなKISS
トリプルA面からなる、5thシングルの表題2曲目。
日本テレビ系列月曜7時枠アニメ『犬夜叉』6代目エンディングテーマ
6. CURRENT
トリプルA面からなる、5thシングルの表題1曲目。
森永製菓『ICE BOX』TV-CMソング
7. 少女のままでいたあの頃
8. regret
9. wind flower〜spring ephemeral〜
10. Dear Friends
両A面からなる、7thシングルの表題1曲目。表記はないがアルバムバージョンであり、シングルと多少異なっている。
TBS系列情報バラエティ番組『王様のブランチ』2004年12月・2005年1月度エンディングテーマ
11. These Days
トリプルA面からなる、6thシングルの表題3曲目。
フジテレビ系列バラエティ番組『奇跡体験!アンビリバボー』2003年7月〜9月度エンディングテーマ
12. It's My Way
両A面からなる、7thシングルの表題2曲目。表記はないがアルバムバージョンであり、シングルと多少異なっている。
TBS系列スポーツ中継番組『ヤマザキ新春スポーツスペシャル・ニューイヤー駅伝「第48回全日本実業団駅伝」』2004年度テーマソング
13. 螢火
両A面からなる、8thシングルの表題1曲目。
日本テレビ系列音楽番組『AX MUSIC-TV』AX POWER PLAY 48テーマソング
日本テレビ系列情報バラエティ番組『汐留スタイル!』テーマソング

## 参加ミュージシャン
day after tomorrow
- misono：Vocals
- 北野正人：Guitar
- 鈴木大輔：Keyboards

support musician
- 五十嵐充：Programming & Keyboards (全曲)
- 石塚知生：Programming & Keyboards (#2,3)
- 加藤薫：Electric Guitar & Acoustic Guitar (#1〜3,5〜13)
- 川村ゆみ：Backing Vocals (#2,3,7〜10,13)
- 広谷順子：Backing Vocals (#13)